# Federal Deposit Insurance Corporation
La Federal Deposit Insurance Corporation (FDIC) est une agence indépendante du gouvernement des États-Unis dont la principale responsabilité est de garantir les dépôts bancaires faits aux États-Unis jusqu'à 250 000 dollars (en 2012). La FDIC préserve et favorise la confiance populaire dans le système financier des États-Unis :
- en assurant les dépôts des particuliers dans les banques et les institutions d'épargne ;
- en limitant l'effet de la faillite d'une institution financière sur l'économie et le système financier.

À la suite de la crise financière de 2008, son rôle s'est substantiellement modifié. Par exemple, en novembre 2008, elle a décidé d'assurer en partie les dettes des institutions financières américaines.

## Histoire
Agence indépendante du gouvernement fédéral américain, la FDIC a été créée en 1933 en réponse aux milliers de faillites de banques qui se sont produites dans les années 1920 et au début des années 1930. Le fond commence à fonctionner le 1er janvier 1934. Depuis cette date, aucun déposant n'a perdu un dollar américain en raison d'une faillite. 
En 2008, la FDIC est intervenue dans la faillite de la banque californienne IndyMac touchée par la crise des subprimes. Elle est aussi intervenue lors de la reprise des activités bancaires du groupe financier Washington Mutual par JPMorgan Chase pour 1,9 milliard de dollars.

## Description
La FDIC assure les dépôts des particuliers y compris étrangers dans les banques et les institutions d'épargne . En 2007, elle assurait les dépôts jusqu'à concurrence de 100 000 dollars. À la suite de la mise en vigueur du plan Paulson, la limite est passée à 250 000 dollars du 3 octobre 2008 au 31 décembre 2009. Par la suite, cette limite est passée à 200 000 dollars.
En date du 21 novembre 2008, la FDIC a résolu de garantir jusqu'à 1 400 milliards de dollars de dettes des institutions financières américaines. Ce changement modifie de façon notable sa mission première, soit assurer les dépôts des particuliers. 
La FDIC ne reçoit aucun crédit public. Elle est financée par les primes d'assurance que les banques et les institutions d'épargne lui versent et des revenus provenant d'investissements en valeurs du département du Trésor des États-Unis. Ses fonds d'assurance s'élevant à plus de 49 milliards de dollars, la FDIC assure plus de 3 000 milliards en dépôts dans les banques des États-Unis et les caisses d'épargne.
Une fois additionnés, les comptes d'épargne, de vérification et de dépôts sont généralement assurés jusqu'à 100 000 dollars par déposant dans chaque banque ou caisse d'épargne que la FDIC assure. Des dépôts tenus dans différentes catégories de propriété telles que des comptes joints simples peuvent être séparément assurés. En outre, la FDIC fournit généralement l'assurance séparée pour des comptes de retraite, tels que les comptes de retraite individuel (IRA) et les « Keogh Plans (en) » (comptes de retraite pour les indépendants et petites entreprises), assurés jusqu'à 250 000 dollars.
La FDIC assure seulement les dépôts. Elle n'assure pas les valeurs, les fonds communs de placement mutualistes ou les autres placements de mêmes types que les banques et les institutions d'épargne peuvent offrir (l'assuré et les investissements non assurés distingue ce qui est et n'est pas protégé par assurance de FDIC).
La FDIC assure directement environ 5 250 banques et caisses d'épargne, soit plus de la moitié des établissements du système bancaire américain. Des banques peuvent être affrétées par les États ou par le gouvernement fédéral américain. Les banques privilégiées par des États ont également le choix de joindre le système de préservation fédéral. La FDIC est le régulateur fédéral primaire des banques qui sont affrétées par les déclarants qui ne joignent pas le système de réservation fédérale. En outre, la FDIC est l'organisme de contrôle des secours pour les banques d'assurés et les institutions d'épargne restantes.
Pour protéger les déposants des banques assurés, la FDIC agit immédiatement quand une banque ou une institution d'épargne est en difficulté. Des établissements généralement sont fermés par leur autorité de tutelle — le régulateur d'État, le bureau du contrôleur de la devise, ou le bureau de la surveillance de l'épargne. La FDIC a plusieurs options pour gérer l'insolvabilité d'établissement, mais celui le plus utilisé est de vendre des dépôts et des prêts de l'établissement en faillite à un autre établissement. Les clients de l'établissement en faillite deviennent automatiquement des clients de l'établissement repreneur. Le plus souvent, la transition est sans conséquence pour le client.
La FDIC emploie environ 4 500 personnes. Son siège se trouve à Washington, mais beaucoup de ses affaires sont traitées dans six bureaux régionaux et dans des bureaux locaux du pays.
La FDIC est contrôlée par un conseil d'administration composé de cinq personnes nommées par le président des États-Unis et confirmées par le Sénat, sans que plus de trois d'entre elles soient du même parti politique. En 2017, son président (chairman executive) est Martin J. Gruenberg.